# Júlia Szendrey
Júlia Szendrey (29. prosince 1828 – 6. září 1868) byla uherská básnířka, spisovatelka a překladatelka. Je velmi známá díky manželství se slavným uherským básníkem a buditelem Sándorem Petöfim.

## Život
Júlia Szendrey se narodila ve městě Keszthely. Čtyři roky strávila studiem na institutu pro dcery bohatých rodin v Pešti. Byla velmi nadaná, mluvila plynně několika jazyky, uměla hrát na piano a tančit. Nicméně byla introvertní, takže svůj čas trávila raději u čtení básní či knih Heinricha Heineho, nebo George Sandové.
Protože byla vzdělanou ženou, která se zajímala o poezii, okamžitě se zamilovala do Sándora Petöfiho, který byl v době jejich seznámení, v roce 1846, jedním z nejznámějších básníků na území Uherska. Navzdory odporu rodiny Szendrey se v roce 1847 vzali v sídle hraběte Telekiho ve městě Erdöd, kde spolu také chvíli žili. Jakmile v roce 1848 vypukla Maďarská revoluce, Petöfi se přihlásil do armády a přestěhoval se i se svou rodinou do Debrecenu. 15. prosince 1848 se jim narodil syn Zoltán.
Petöfi během jedné z posledních bitev revoluce zmizel a jeho tělo se nikdy nenašlo. Mnozí jej považovali za mrtvého, ale Júlia se ho vydala hledat na místo, kde jej viděli naposledy, tedy do Transylvánie. Vzhledem k neúspěchu byla Júlie jako osamělá matka v Uhersku ve velmi špatné finanční a společenské situaci a proto se začala vídat s historikem Árpádem Horvátem. Toho si v roce 1850 také vzala za manžela a velmi tím pobouřila uherský lid, který o ní říkal, že podvedla největšího básníka doby.
Júlia porodila Hotvátovi čtyři děti, ale vztah s jejím prvorozeným synem Zoltánem se začal zhoršovat. Mladík se začal svým životním stylem čím dál více podobat svému otci – Petöfimu. Zoltán nakonec zemřel v roce 1870 na tuberkulózu. V 50. letech Júlia napsala několik básní, psala svůj deník a také přeložila několik děl Hanse Christiana Andersena.

### Závěr života a smrt
V roce 1867 jí byla diagnostikována rakovina děložního čípku. Po nějakém čase se rozhodla žít sama a odloučila se tak od svého manžela i dětí. Přestěhovala se do malého bytu v Pešti, který ji financoval její otec. Stále si psala svůj deník, ve kterém mimo jiné zmínila, že její druhý manžel k ní nebyl shovívavý, když ji nutil „plnit povinnosti manželky“ i přes varování doktora. Júlia Szendrey zemřela v roce 1868 v malém bytě v Pešti. Ještě na smrtelné posteli stihla nadiktovat dopis, ve kterém stálo: „Otec řekl, že se Sándorem nebudu šťastná. Žádná žena ovšem nezažila takové štěstí, jaké jsem cítila, když jsme byli se Sándorem spolu. Byla jsem jeho královna, on zbožňoval mě a já jsem zbožňovala jeho. Byli jsme nejšťastnější pár na světě, a pokud by osud nezasáhl, byli bychom doteď.“
Po tom, co si otec přečetl její dopis i její deník, zakázal Horvátovi pohřbít jí. Otec sám zorganizoval a zaplatil pohřeb. Júlia Szendrey byla nakonec po nějaké době pohřbena do hrobky rodiny Petöfi na hřbitově v Kerepesi. Na náhrobku bylo uvedeno její rodné příjmení a údaj, že zemřela jako manželka Sándora Petöfiho, ač v době smrti byla manželkou Arpáda Horváta.

## Památky
V Maďarsku se nachází spousta soch Júlie Szendrey, například ve městě Kiskörös, nebo Mezöberény. V roce 2018 jí byla vztyčena socha v Kodani u budovy maďarské ambasády.